# Солања (Тревизо)
Солања је насеље у Италији у округу Тревизо, региону Венето.
Према процени из 2011. у насељу је живело 180 становника. Насеље се налази на надморској висини од 73 м.